# Aleš Valenta
Aleš Valenta (Šumperk, 6 febbraio 1973) è un ex sciatore freestyle ceco.

## Palmarès

### Olimpiadi
- 1 medaglia:
  - 1 oro (Salt Lake City 2002 nei salti)